# 2025年紅場閱兵
2025年莫斯科红场阅兵（俄语：Парад на Красной площади 9 мая 2025 года）于2025年5月9日在俄罗斯首都莫斯科紅場举行，庆祝卫国战争胜利80周年，共有约16000名士兵参加了阅兵，其中包括来自13个国家的军事人员。此次阅兵展示了183套军事装备，20个国家的领导人出席了阅兵式。俄罗斯国防部长安德烈·別洛烏索夫主持了阅兵式。

## 与会嘉宾

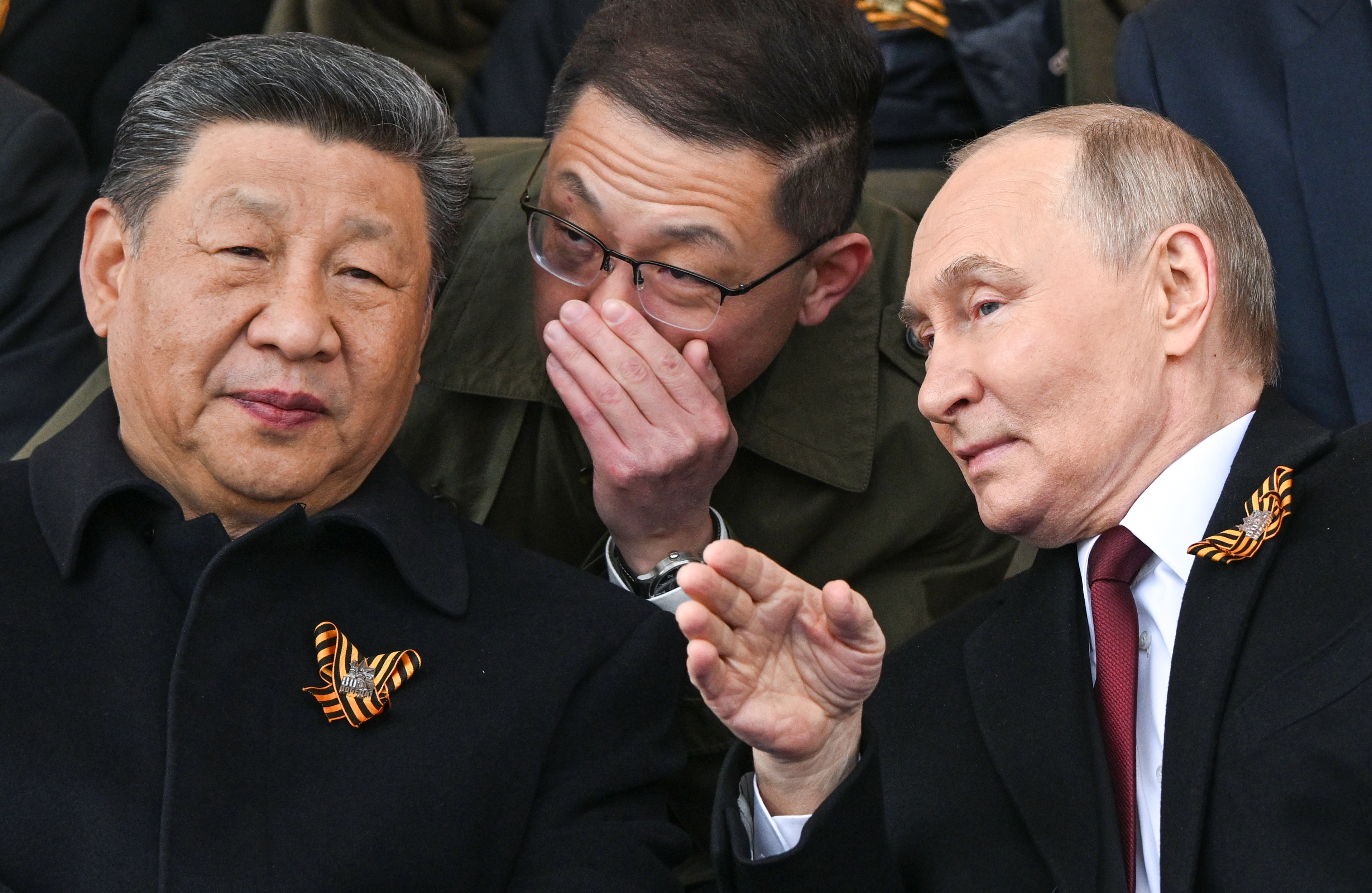
習近平與普京觀禮閱兵式

2025年5月7日，俄罗斯总统外交政策顾问尤里·乌沙科夫公布出席阅兵仪式的各国政要名单，来自29个国家的领导人出席观禮。
- 阿布哈茲總統巴德拉·贡巴[7]
- 亞美尼亞總理尼科尔·帕希尼扬[8]
- 白俄罗斯总统亚历山大·卢卡申科[9]
- 巴西总统路易斯·伊纳西奥·卢拉·达席尔瓦[10]
- 布基纳法索总统易卜拉欣·特拉奧雷[11]
- 中国共产党中央委员会总书记、中华人民共和国主席习近平[12]
- 刚果共和国总统德尼·萨苏-恩格索[13]
- 古巴共产党中央委员会第一书记、古巴共和国主席米格尔·迪亚斯-卡内尔[14]
- 埃及總統阿卜杜勒-法塔赫·塞西[15]
- 赤道几内亚总统特奥多罗·奥比昂·恩圭马·姆巴索戈[16]
- 埃塞俄比亚总统塔耶·阿茨克·塞拉西[17]
- 几内亚比绍总统乌马罗·西索科·恩巴洛[18]
- 哈萨克斯坦总统卡瑟姆若马尔特·托卡耶夫[19]
- 吉尔吉斯斯坦总统萨德尔·扎帕罗夫[20]
- 蒙古国总统乌赫那·呼日勒苏赫[21]
- 緬甸國家管理委員會主席、緬甸代總統兼總理敏昂來[22]
- 巴勒斯坦总统马哈茂德·阿巴斯[23]
- 塞族共和国总统米洛拉德·多迪克[24]
- 塞爾維亞總統亞歷山大·武契奇[25]
- 斯洛伐克總理罗贝尔特·菲佐[26]
- 南奥塞梯总统阿兰·加格洛耶夫（英语：Alan Gagloev）[7]
- 塔吉克斯坦总统埃莫马利·拉赫蒙[27]
- 土库曼斯坦总统谢尔达尔·别尔德穆哈梅多夫
- 乌兹别克斯坦总统沙夫卡特·米尔济约耶夫[28]
- 委内瑞拉总统尼古拉斯·马杜罗[14]
- 越南共产党中央委员会总书记蘇林[29]
- 辛巴威總統埃默森·姆南加古瓦[30]

阿塞拜疆总统伊利哈姆·阿利耶夫和老挝人民革命党中央委员会总书记通伦·西苏里宣布不会出席。5月8日，普京为來访的各国政要举行国宴。

## 反应
《华盛顿邮报》称其为“西方孤立俄罗斯的尝试失败”，因为许多其他国家的领导人都参加了阅兵式。

## 停火提议
俄罗斯总统弗拉基米尔·普京在活动前夕提出与乌克兰停火三天，停火期为5月8日至11日；此前乌克兰提议停火30天，被俄方拒绝。乌克兰总统弗拉基米尔·泽连斯基拒绝停火三天，认为停火期应为30天，并扬言称乌克兰无法保证参加红场阅兵的外国代表团的安全， 乌克兰不会给你们任何保证。乌克兰外交部长安德里·西比哈称，俄罗斯在其公布的停火期期间，仍持续袭击乌克兰，使用飞机轰炸乌克兰公寓楼，违反停火协议数百次。而普京则称乌克兰在停火的三天内不断侵略俄罗斯领土。